# Forcipomyia pectinunguis
Forcipomyia pectinunguis är en tvåvingeart som först beskrevs av Johannes Cornelis Hendrik de Meijere 1923.  Forcipomyia pectinunguis ingår i släktet Forcipomyia och familjen svidknott.